# Cancún
Cancún város Mexikóban, a Yucatán-félszigeten, az Atlanti-óceán partján, Quintana Roo szövetségi állam északkeleti csücskében.
Cancún a Riviera Maya névre hallgató turistaövezet központja, 2010-ben körülbelül 630 ezer lakosa volt. A város mára turistacélpontként már világszerte ismert.

## Etimológia
Can Cún az ottani maják nyelvén azt jelent, hogy „kígyófészek” (mások szerint a név eredete viszont aranyedény).

## Földrajz

### Fekvése
Cancún a Yucatán-félsziget északkeleti részén, csaknem teljesen sík területen az óceán észak–déli irányban húzódó partján fekszik, vízfolyásai nincsenek. A városkörnyéki partvidékeket többnyire mangroveerdők borítják, a szárazföld belsejében a vadon a jellemző, a terület mezőgazdasági hasznosításra nem alkalmas.

### Éghajlat
A város éghajlata igen forró és viszonylag csapadékos. Minden hónapban mértek már legalább 33 °C-os hőséget, a rekord meghaladta a 41 °C-ot is. Az átlagos hőmérsékletek a januári 24,1 °C és az augusztusi 29,7 °C között váltakoznak. Nemhogy fagy nem fordul elő, de még a 10 °C alatti hőmérsékletek is igen ritkák, sőt, a nyári hónapokban 20 °C alá sem csökken a hőmérséklet. Az évi átlagosan 1300 mm csapadék időbeli eloszlására jellemző, hogy ősszel több, tavasszal kevesebb eső hull.
| Hónap                                   | Jan. | Feb. | Már. | Ápr. | Máj. | Jún. | Júl. | Aug. | Szep. | Okt. | Nov. | Dec. | Év   |
| --------------------------------------- | ---- | ---- | ---- | ---- | ---- | ---- | ---- | ---- | ----- | ---- | ---- | ---- | ---- |
| Rekord max. hőmérséklet (°C)            | 33,0 | 38,0 | 39,0 | 38,0 | 39,0 | 39,0 | 39,0 | 41,5 | 38,5  | 38,0 | 37,0 | 33,5 | 41,5 |
| Átlagos max. hőmérséklet (°C)           | 28,3 | 29,4 | 30,7 | 32,2 | 33,5 | 33,7 | 34,3 | 34,8 | 33,7  | 31,6 | 29,8 | 28,6 | 31,7 |
| Átlaghőmérséklet (°C)                   | 24,1 | 24,8 | 25,8 | 27,4 | 28,7 | 29,2 | 29,5 | 29,7 | 29,0  | 27,5 | 25,9 | 24,5 | 27,2 |
| Átlagos min. hőmérséklet (°C)           | 19,8 | 20,3 | 21,0 | 22,6 | 23,9 | 24,7 | 24,8 | 24,6 | 24,3  | 23,3 | 21,9 | 20,5 | 22,7 |
| Rekord min. hőmérséklet (°C)            | 13,0 | 12,0 | 9,5  | 14,0 | 18,0 | 20,5 | 21,0 | 20,0 | 19,0  | 15,0 | 12,0 | 12,0 | 9,5  |
| Átl. csapadékmennyiség (mm)             | 105  | 50   | 44   | 41   | 87   | 138  | 78   | 88   | 182   | 272  | 130  | 86   | 1300 |
| Forrás: Servicio Meteorológico Nacional |      |      |      |      |      |      |      |      |       |      |      |      |      |

## Népesség
A település népessége a közelmúltban rendkívül gyorsan növekedett:
| Év   | Lakosság |
| ---- | -------- |
| 1990 | 167 730  |
| 1995 | 297 183  |
| 2000 | 397 191  |
| 2005 | 526 701  |
| 2010 | 628 306  |

## Újabb kori története
Cancún a 20. század ötvenes évekig ismeretlen, a civilizációtól érintetlen karib-tengeri oázis volt alig néhány halászfaluval és a maják ősi romjaival. A mexikói kormány 1969-ben támogatta a nemzetközi turisztikai nagybefektetők megtelepedését és nekilátott a várost szisztematikusan Acapulco ellensúlyaként kiépíteni, hogy a turizmusipar az ország délkeleti részén is beinduljon.
Cancún területrendezési terve Agustín Landa Verdugótól származott. Az ottani földrajzi adottságok mellett szinte ajánlkozott a floridai Miami Beachhez hasonló fejlesztés. Épült egy gát, ami egy keskeny földnyelvként köti össze Cancúnt a szárazfölddel. A Cancúni nemzetközi repülőtér (IATA-Code: CUN) a város délnyugati részén található. Cancún a korai 70-es években kezdett el lendületesen növekedni. A szárazföldön szigorúan geometrikus rendszerben épült ki az utcahálózat, ahol a turizmusban dolgozók laknak, míg a mesterséges földnyelven újabb és újabb szállodák épültek. Más mexikói városoktól éltérően ezért Cancúnban sem központi piactér, sem régi katedrális, esetleg templom, vagy egyéb történelmi építmény nincs.
A kereken 20 kilométer hosszú közvetlen tengerparti Zona Hotelera területén mindenféle kategóriájú és méretű szálloda megtalálható. A szállodasoron bevásárlási, szabadidős ill. különféle kikapcsolódási lehetőségeket lehet találni. Velencére emlékeztető központ például a La Isla. A turistaközönség elsősorban az Egyesült Államokból és Kanadából érkezik, az európai vendégek kicsi de stabil csoportja mellett. Cancún a földközi-tengeri buliközpontok Mallorca és Ibiza amerikai megfelelőjének tekinthető.
2003-ban rendezték meg az Kereskedelmi Világszervezet 5. miniszterkonferenciáját, 2004-ben Cancún volt a 73. IKPO-Interpol főgyűlésének a vendégadója. 2010. november 29-től december 10-ig itt került megrendezésre az Egyesült Nemzetek 16. klímakonferenciája.
Bánsági testvérvárosa Temesvár.

## Sport
A legismertebb cancúni labdarúgócsapat a CF Atlante volt, amely 2007-ben költözött ide Mexikóvárosból, bajnoki címet is szerzett, de 2020-ban visszatért a fővárosba. Helyét egy új klub, a Cancún FC vette át.

## Képek

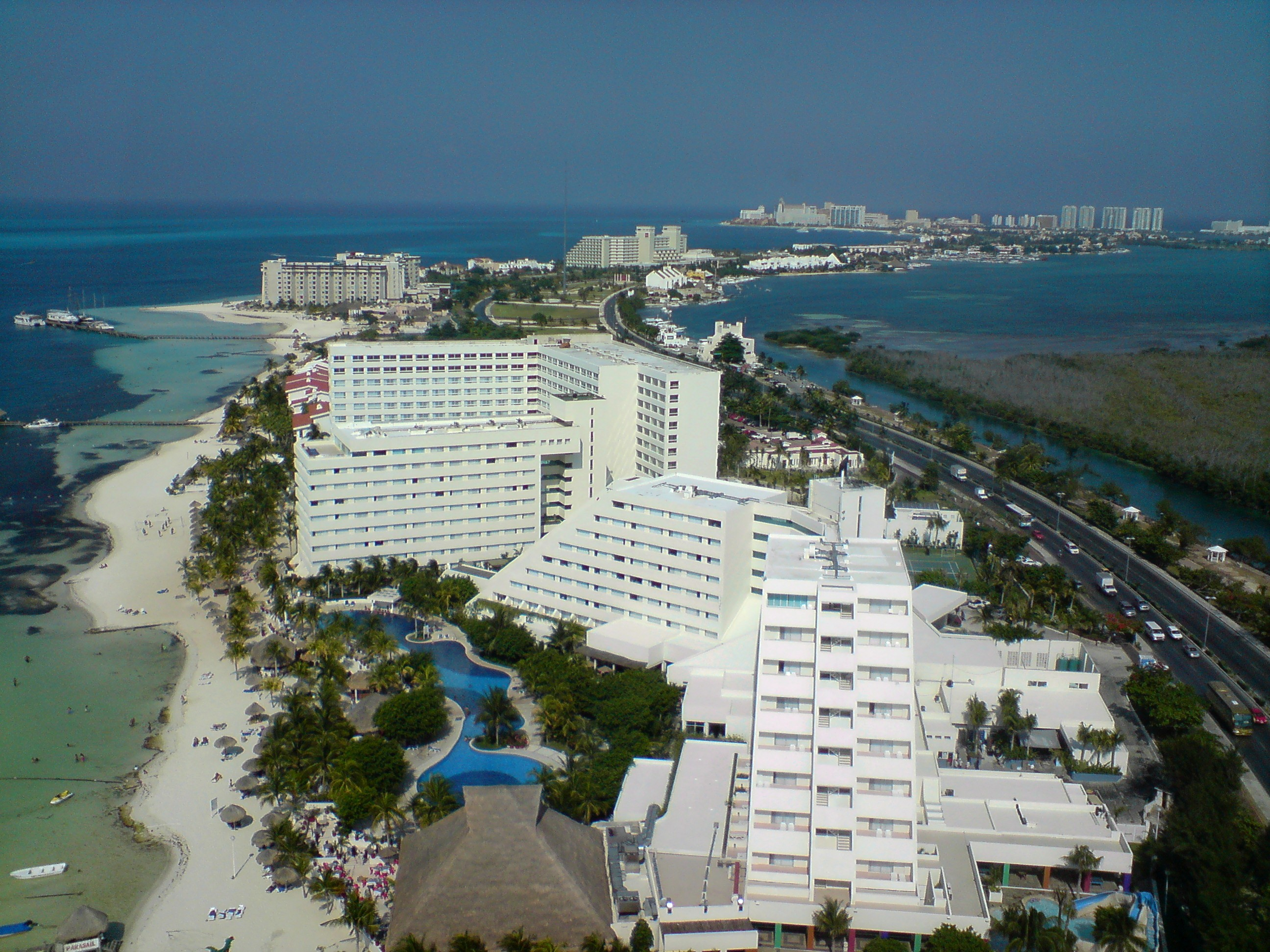
Cancún szigetének szállodái
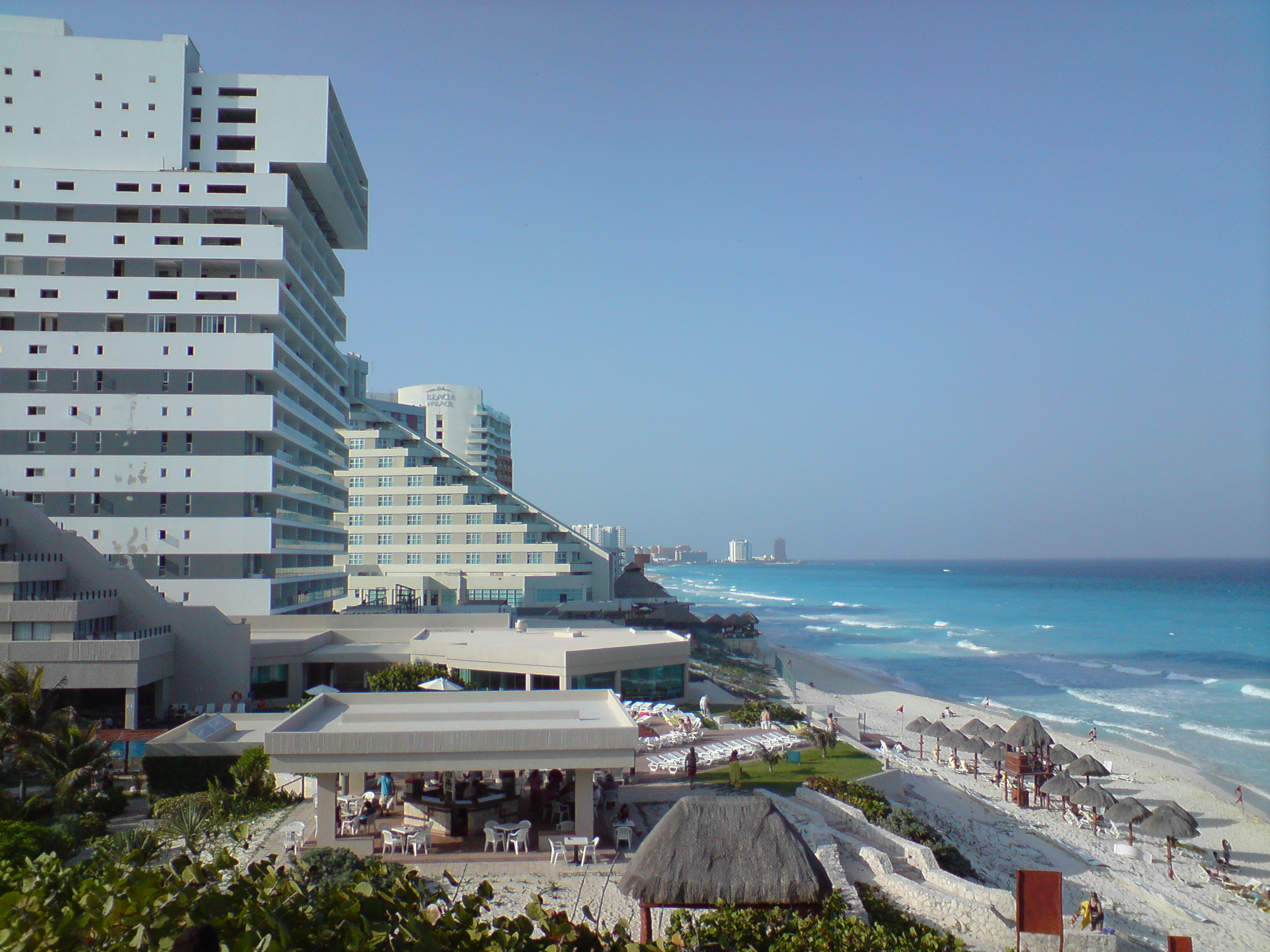
Cancún egy tengerparti képe
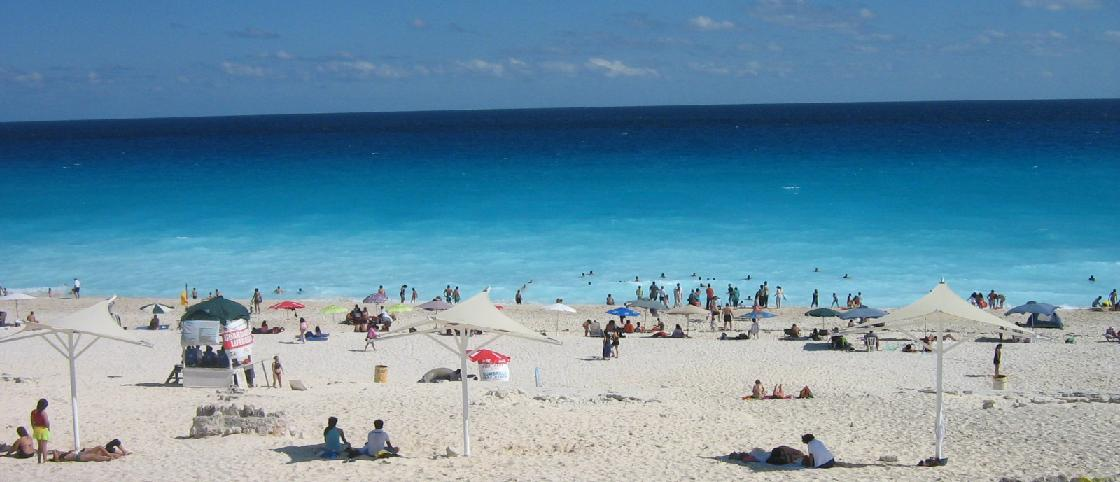
Playa Delfines
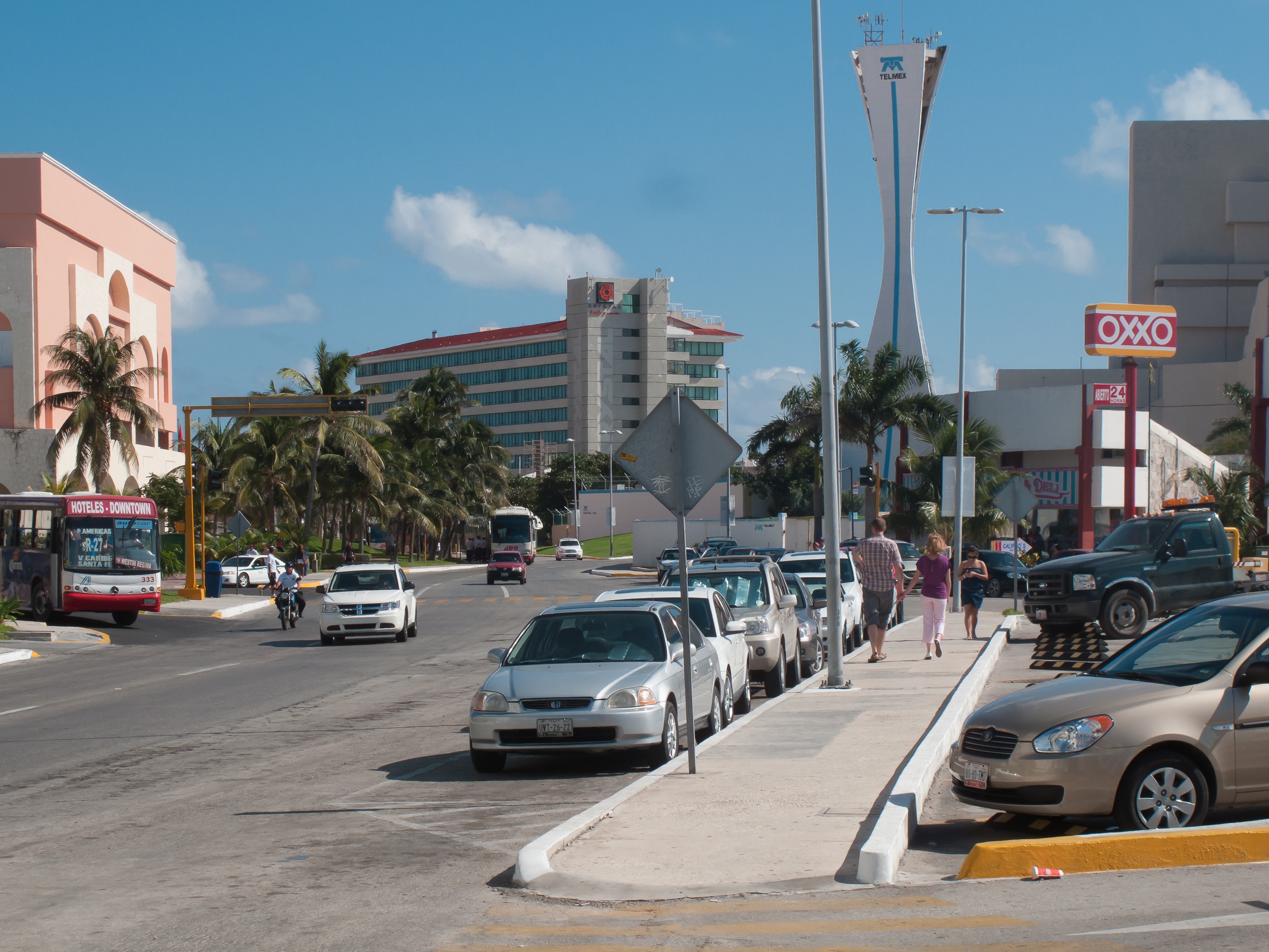
Utcakép a városban
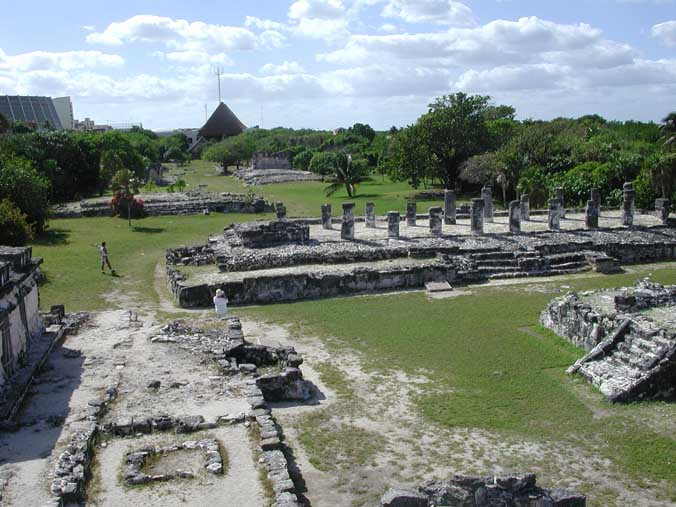
El Rey romjai